# Domaine agricole
 (avril 2023).
Si vous disposez d'ouvrages ou d'articles de référence ou si vous connaissez des sites web de qualité traitant du thème abordé ici, merci de compléter l'article en donnant les références utiles à sa vérifiabilité et en les liant à la section « Notes et références ».
Un domaine agricole est un type d'exploitation agricole se caractérisant généralement par sa grande taille et par la présence, en son sein, d'un certain nombre de constructions destinées au logement de l'exploitant ainsi que de sa main-d'œuvre. 
Concernant la taille définissant des domaines agricoles, l'étude de la répartition des exploitations agricoles, en France autour de 1900, et de l'évolution de leur superficie a été publiée en 1974. Le terme domaines y est bien associé à "de grande dimension", "grands" ou "très grands". Concernant un seuil inférieur, il est précisé « la constitution de domaines moins vastes (bien que supérieurs à 50 hectares) ».
Ces constructions, qui peuvent comprendre des édifices sans lien direct avec l'activité culturale, par exemple culturels et cultuels, lui permettent parfois de fonctionner en autarcie.